# Euagathis dejongi
Euagathis dejongi är en stekelart som beskrevs av Van Achterberg 2004. Euagathis dejongi ingår i släktet Euagathis och familjen bracksteklar. Inga underarter finns listade i Catalogue of Life.